# Subhash Kak

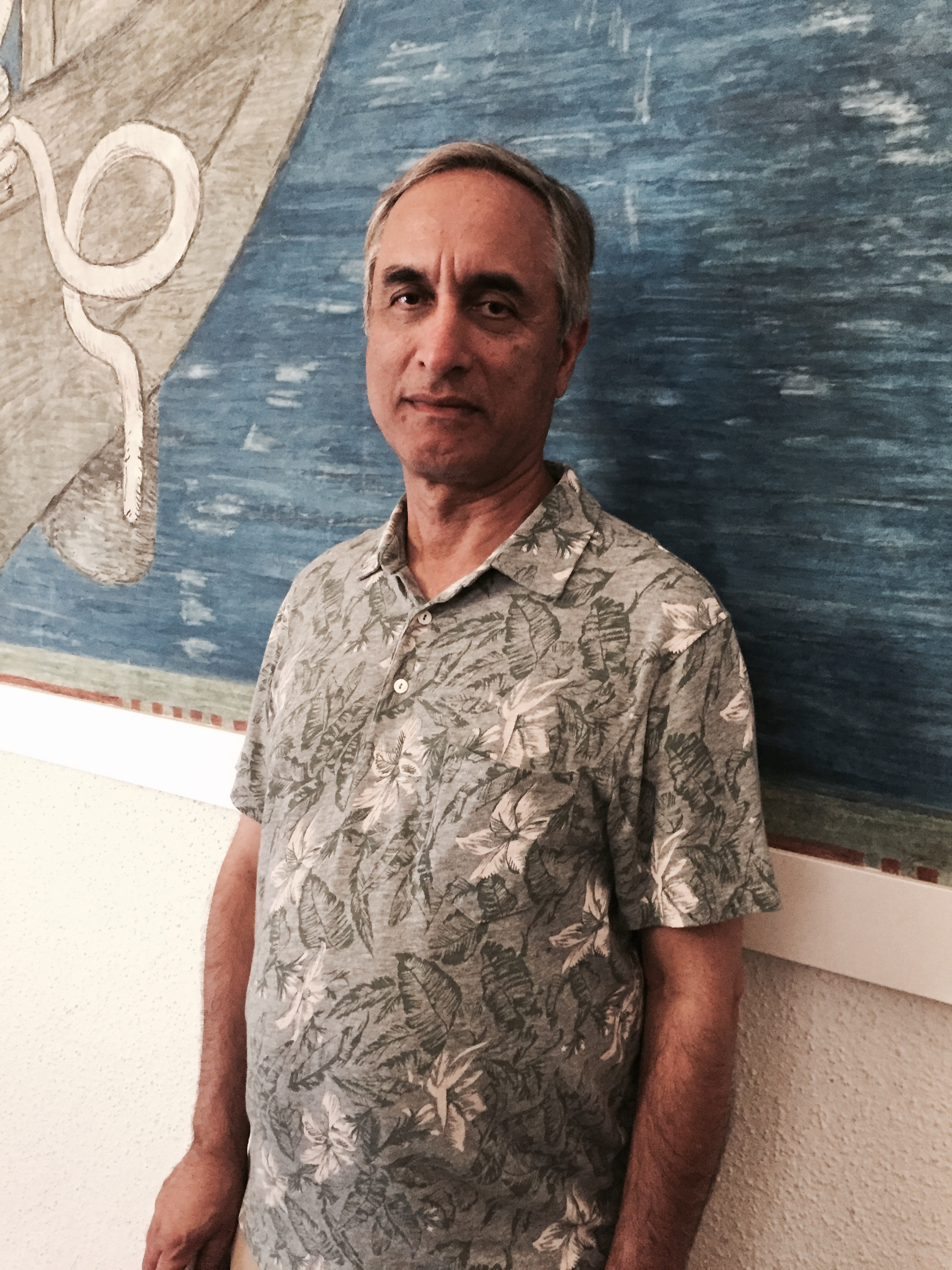
Subhash Kak, 2015

Subhash Kak (* 26. März 1947 in Srinagar, Kaschmir) ist ein indischer Dichter, Philosoph und Wissenschaftstheoretiker. Seit 2007 hat er einen Lehrstuhl für Kognitionswissenschaft und Informatik an der Oklahoma State University – Stillwater.

## Werke
- Patanjali and Cognitive Science. (1987)
- India at Century’s End. South Asia Books, (1994), ISBN 81-85990-14-X
- Georg Feuerstein, Subhash Kak, David Frawley; In Search of the Cradle of Civilization, Ill: Quest Books, (1995, 2001), ISBN 0-8356-0741-0. Der Anfang der Zivilisation. Unsere Frühgeschichte in neuer Sicht. Erscheinungsdatum: Oktober 1998, ISBN 3-8295-6900-9
- The Astronomical Code of the Rgveda. Aditya Prakashan, (1994), ISBN 81-85689-98-9; Munshiram Manoharlal (2000), ISBN 81-215-0986-6
- Computing Science in Ancient India (2001)
- The Wishing Tree: The Presence and Promise of India. Munshirm Manoharlal, (2001), ISBN 81-215-1032-5
- Gods Within: Mind, Consciousness and the Vedic Tradition. Munshirm Manoharlal, (2002), ISBN 81-215-1063-5
- The Asvamedha: The Rite and Its Logic. Motilal Banarsidass Publishers, (2002), ISBN 81-208-1877-6
- The Nature of Physical Reality, Peter Lang Pub Inc, 1986, ISBN 0-8204-0310-5
- The Prajna Sutra: Aphorisms of Intuition. (PDF; 312 kB) 2003
- The Architecture of Knowledge: Quantam Mechanics, Neuroscience, Computers and Consciousness Centre for Studies in Civilizations (2004), ISBN 81-87586-12-5
- Recursionism and Reality: Representing and Understanding the World. (PDF; 711 kB) 2005
- The Conductor of the Dead. 1974
- The London Bridge. 1977
- The Secrets of Ishbar. 1996
- Ek Taal, Ek Darpan. 1999
- The secrets of Ishbar: Poems on Kashmir and other landscapes. Vitasta (1996), ISBN 81-86588-02-7

Essays
- Columns on Rediff
- Greek and Indian Cosmology: Review of Early History. 2003, arxiv:physics/0303001

Interviews
- Interview by PBS on Soul of India
- Beliefnet Interview
- Indereunion Interview